# Gousse (architecture)
Pour les articles homonymes, voir Gousse (homonymie).
En architecture, une gousse est un type d'ornement feuillagé composé de trois feuilles courbes et minces. Cet ornement est notamment un prolongement de la volute sur l'échine des chapiteaux ioniques, corinthiens et composites. On la trouve également associée à des modillons et des consoles.

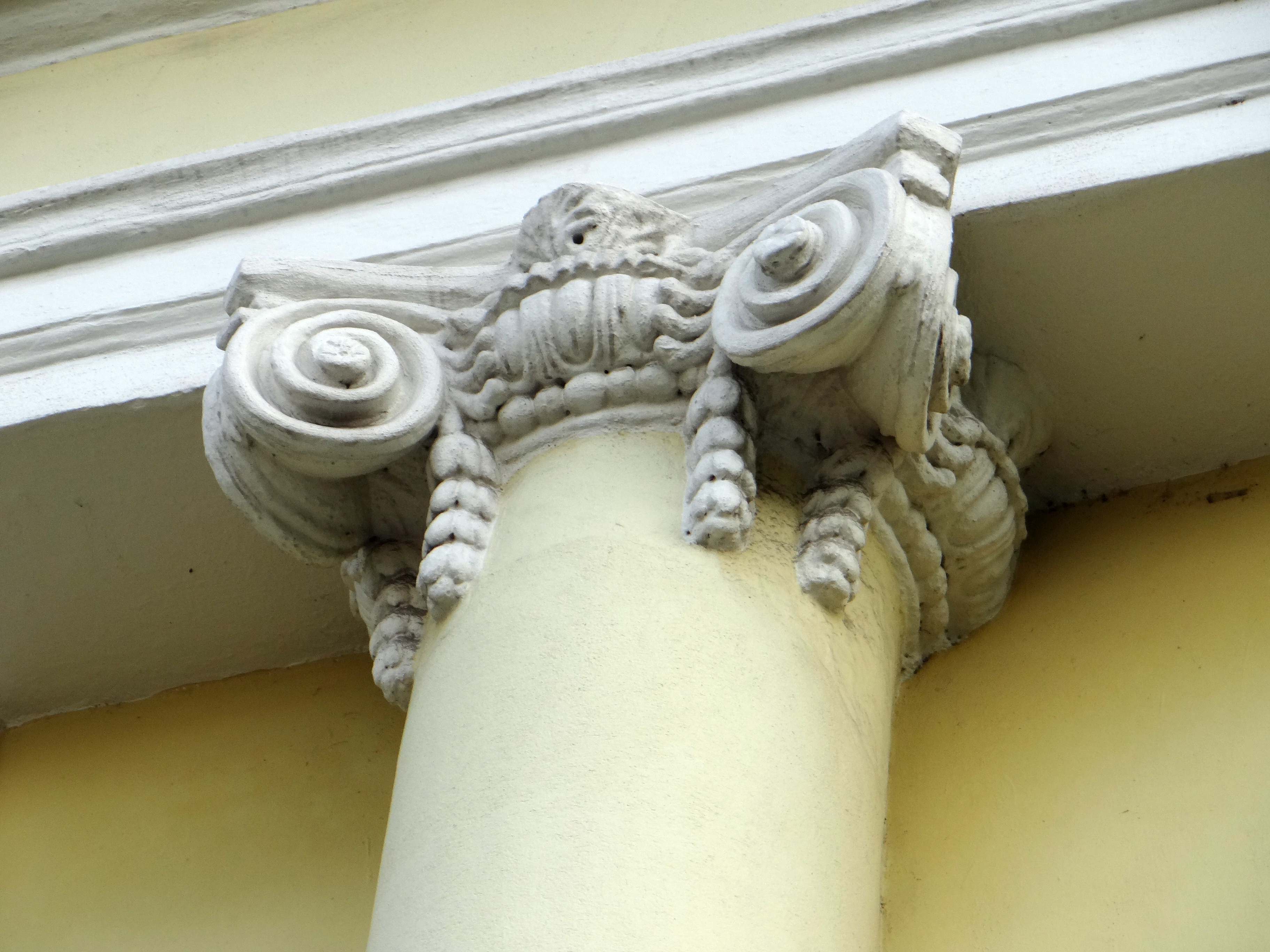
Chapiteau ionique où une paire de gousses s'épanouit entre la volute et les oves ornant l'échine (Hongrie).
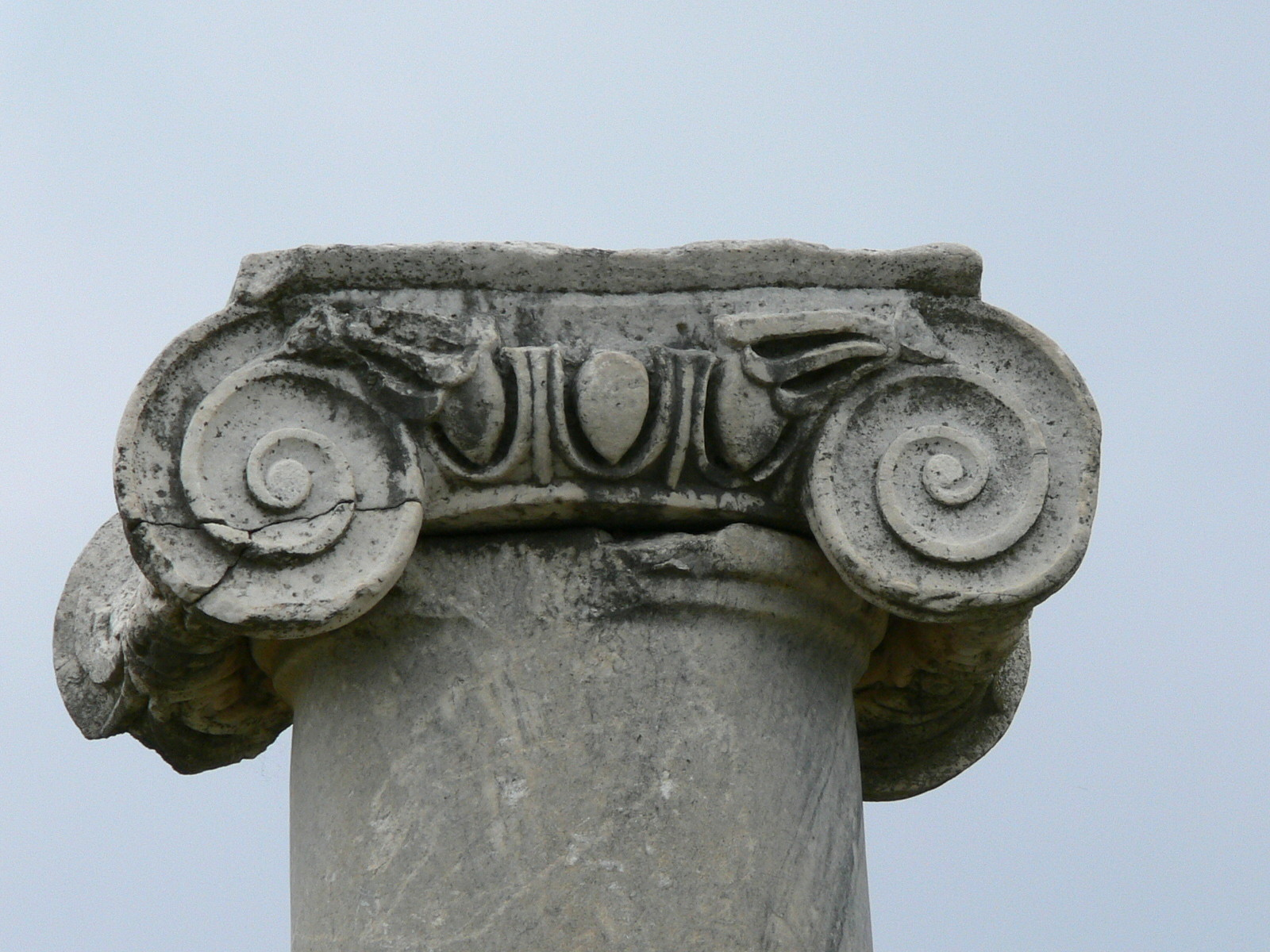
Chapiteau ionique antique avec des gousses qui ornent l'échine. Celle de gauche est endommagée, agora de Pergé (Turquie).